# 산조 긴테루
산조 긴테루(일본어: 三条公輝, 1882년 12월 2일 ~ 1945년 11월 10일)는 일본 제국의 화족이자 귀족원 의원이다. 작위는 공작. 도쿄 제국 대학 법과 대학 정치학과를 졸업했다.

## 생애
태정대신 산조 사네토미의 3남으로 태어났으며, 어머니는 다카쓰카사 스케히로의 9녀 하루코(治子)이다. 1892년에 분가(分家)하여 남작 작위를 받았다. 하지만, 아버지 사네토미의 유산은 얼마 되지 않았기에 본가와 더불어 경제적 사정은 궁핍했다. 산조 가문에 은의(恩義)가 있는 오자키 사부로(尾崎三良)가 보다 못한 나머지 야마가타 아리토모에게 흥정하여 궁내성으로부터 1만 엔의 공채를 호의로 받아내어 보태주었다.
1924년 조카 사네노리가 요절하자, 가독(家督)을 상속하여 공작이 되었다. 데이메이 황후와 고준 황후를 모시면서 궁내성 황후궁(皇后宮) 주사(主事), 황태후궁(皇太后宮) 사무관을 역임했고, 1933년엔 장전장(掌典長)에 취임했으며, 후에 고쇼 가장(御所歌長)을 겸했다. 귀족원 의원으로서는 1924년 6월 16일부터 1945년 62세로 사망할 때까지 그 직책에 남아 있었다. 말년에 병으로 드러누웠을 때는 천황, 황후, 황태후로부터 문안 인사로 포도주를 하사받은 것 외에 사망시엔 시종(侍従) 이리에 스케마사가 파견되어 천황, 황후, 황태후로부터 사이시료(祭粢料)가 하사되었다.

## 가족 관계
- (부) 산조 사네토미(三条実美)
- (모) 다카쓰카사 하루코(鷹司治子) - 다카쓰카사 스케히로(鷹司輔煕)의 딸
- (선처) 모리 다에코(毛利多栄子) - 모리 모토토시(毛利元敏) 자작의 딸
  - (장남) 산조 사네하루(三条実春) - 공작
- (후처) 오기마치 시즈코(正親町静子) - 오기마치 사네마사(正親町実正) 백작의 딸
  - (차남) 산조 사네야스(三条実保)
  - (장녀) 도쿠가와 히로코(徳川博子) - 도쿠가와 요시히로(徳川義寛) 남작 부인
  - (차녀) 다케다노미야 쓰네요시 왕비 미쓰코(竹田宮恒徳王妃光子)
  - (3녀) 아사노 노부코(淺野修子) - 아사노 타다노부(浅野忠充) 남작 부인

| 전임 산조 사네노리 | 제34대 덴보린 산조가 당주 1924년 ~ 1945년 | 후임 산조 사네하루 |

| 전임 산조 사네노리 | 제4대 산조 공작가 당주 1924년 ~ 1945년 | 후임 산조 사네하루 |

|  | 제1대 산조 남작가 (분가) 당주 1892년 ~ 1924년 |